# Rete tranviaria di Perm'
La rete tranviaria di Perm' è la rete tranviaria che serve la città russa di Perm'.